# Ferdinand Rieser (Theaterdirektor)
Ferdinand Rieser (* 18. Februar 1886 in Riesbach; † 27. Juni 1947 in Rüschlikon) war ein Schweizer Weingrosshändler und von 1929 bis 1938 Direktor des Zürcher Schauspielhauses.

## Leben
Rieser war ursprünglich Weingrosshändler. Er war seit 1924 mit Marianne Werfel, der Schwester von Franz Werfel, verheiratet und hatte mit ihr eine Tochter. 1926 erwarb er das Schauspielhaus Zürich am «Pfauen» (Heimplatz) und baute es um; 1929 übernahm er auch die künstlerische Leitung des Hauses. Ab 1933 verpflichtete er viele aus Deutschland emigrierte Schauspieler und Regisseure und brachte zahlreiche Stücke zur Aufführung, die sich kritisch mit der Entwicklung im nationalsozialistischen Deutschland auseinandersetzten, was zu heftigen Protesten der Frontenbewegung führte. 1938 emigrierte Rieser mit seiner Familie in die USA. Die Liegenschaft am «Pfauen» vermietete er an die Neue Schauspiel AG, welche den Theaterbetrieb unter der künstlerischen Leitung von Oskar Wälterlin weiterführte. 
1947 kehrte er aus dem Exil nach Zürich zurück, starb aber kurz darauf an den Folgen eines Sturzes.